# 지속 가능한 교통

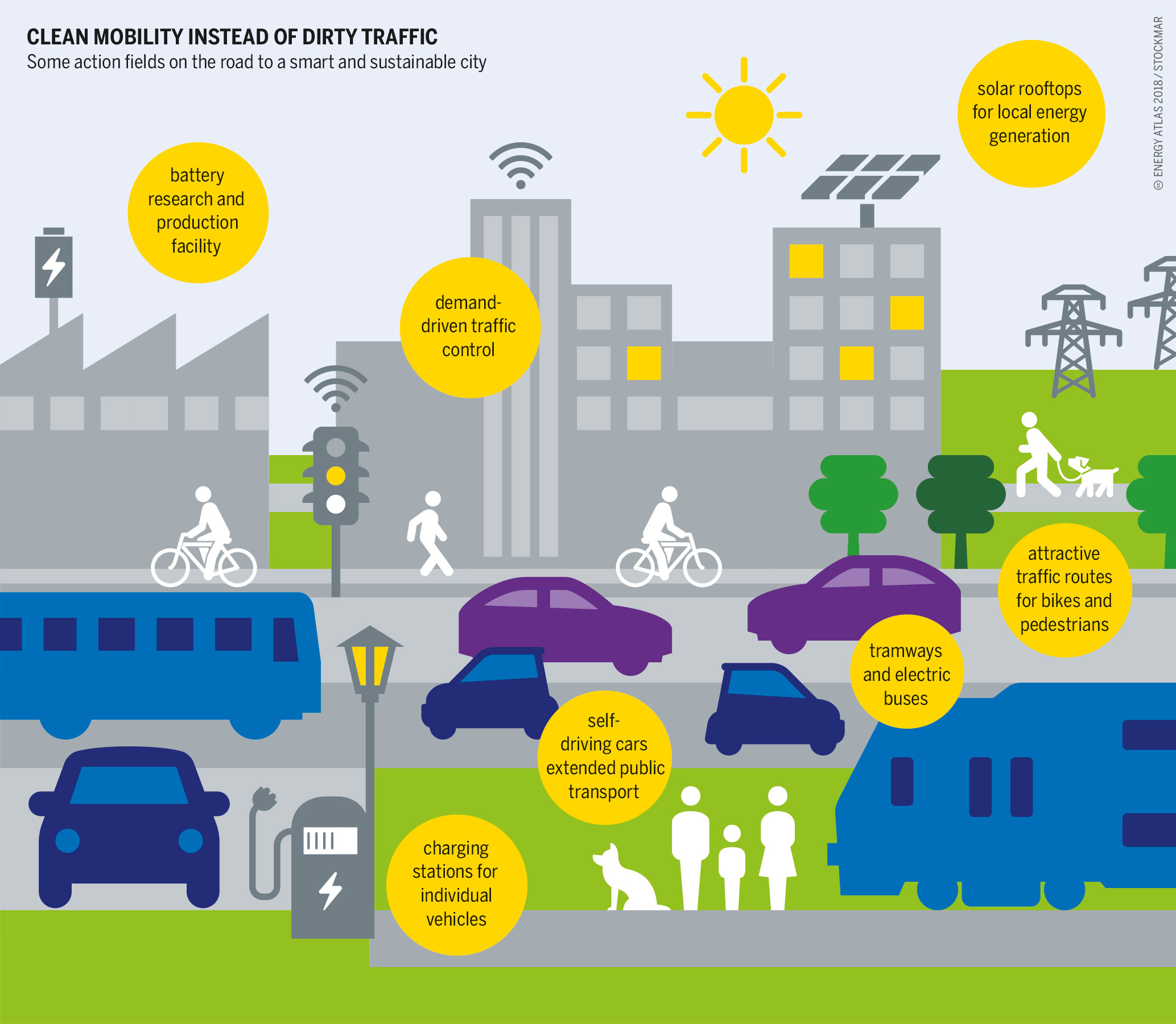

지속 가능한 교통 또는 지속 가능한 운송(sustainable transport)은 사회적, 환경적 영향 측면에서 지속 가능한 운송 방법을 의미한다. 지속 가능성을 평가하는 구성 요소에는 도로, 해상 또는 항공 운송에 사용되는 특정 차량이 포함된다. 운송을 수용하는 데 사용되는 기반 시설(도로, 철도, 항공로, 수로, 운하 및 터미널). 운송 운영 및 물류뿐만 아니라 대중교통 중심 개발도 평가에 포함된다. 교통 지속가능성은 주로 교통 시스템의 효율성과 효율성은 물론 시스템의 환경 및 기후 영향으로 측정된다. 운송 시스템은 환경에 상당한 영향을 미치며, 세계 에너지 소비와 이산화탄소 배출의 20~25%를 차지한다. 배출량의 대부분(거의 97%)은 화석 연료의 직접 연소에서 발생했다. 2019년에는 연료의 약 95%가 화석 연료에서 나왔다. 유럽연합의 온실가스 배출의 주요 원인은 교통이다. 2019년에는 전 세계 배출량의 약 31%, EU 배출량의 24%를 차지한다. 또한, 코로나19 팬데믹까지 이 한 부문에서만 배출량이 증가했다. 운송 부문에서 발생하는 온실가스 배출량은 다른 에너지 사용 부문보다 빠른 속도로 증가하고 있다. 도로 교통은 지역 대기 오염과 스모그의 주요 원인이기도 하다.
지속 가능한 교통 시스템은 해당 시스템이 서비스를 제공하는 지역 사회의 환경, 사회, 경제적 지속 가능성에 긍정적인 기여를 한다. 교통 시스템은 사회적, 경제적 연결을 제공하기 위해 존재하며, 사람들은 증가된 이동성이 제공하는 기회를 빠르게 활용하고 가난한 가구는 저탄소 교통 옵션으로 큰 혜택을 받는다. 증가된 이동성의 이점은 운송 시스템이 초래하는 환경적, 사회적, 경제적 비용과 비교하여 평가될 필요가 있다. 단기 활동은 종종 연료 효율성과 차량 배출 제어의 점진적인 개선을 촉진하는 반면, 장기 목표에는 화석 기반 에너지에서 재생 에너지 및 기타 재생 가능 자원 사용과 같은 다른 대안으로 운송을 전환하는 것이 포함된다. 운송 시스템의 전체 수명주기는 지속 가능성 측정 및 최적화의 대상이다.

## 같이 보기
- 순환 경제
- 전기자전거
- 그린 빌딩
- 지방제도
- 도로
- 태양광 자동차